# UC-20号潜艇
陛下之UC-20号艇是德意志帝国海军于第一次世界大战期间建造的其中一艘UC-II型近岸布雷潜艇或称U艇。它由汉堡的布洛姆与福斯船厂承建，于1916年4月1日新船下水，至同年9月7日交付使用。其全长49.35米，水面及水下排水量分别为417吨和493吨，艇载武器则包括三具鱼雷发射管、六具水雷滑射槽以及一门88毫米口径甲板炮。UC-20号入役后曾部署至驻奥匈帝国的普拉区舰队，并参与了地中海潜艇战。通过其十三次巡逻，共直接或间接击沉21艘协约国或中立国商船，容积总吨累计为20927吨。战后，根据对德停战协定的要求，UC-20号于1919年1月16日被引渡至英国哈维奇正式投降，至1919－1920年间在普雷斯顿拆解报废。

## 设计
1915年秋天，由于中立国美国的干预，U艇战几乎陷入停顿，导致德国广泛开展《国际法》所允许的水雷战，从而使布雷潜艇的需求量相应增加。德意志帝国海军潜艇监察局（Inspektion des U-Bootwesens）的开发部门留意到了这一点，遂以UB-II型为基础，按照兼顾布雷效率和生产速度的要求，以41号工程的名义设计了UC-II型潜艇。为了弥补前型UC-I型的缺陷，UC-II型艇不仅更大，而且采用双轴推进系统。然而，与前型最主要的区别在于，UC-II型艇重新运用了双壳体结构。但它并非纯粹的双体潜艇，而是一种中间过渡型；因为外层没有封闭耐压壳体，而是作为鞍形水柜附在上方。
UC-20号是64艘UC-II型方案的其中一艘。这个亚型的艇体结构与UB-II型类似，但体积更大，全长为49.35米，并有3.06米的吃水深度；由于不再考虑铁路运输的装载限界，舷宽也得以增至5.22米。其水上和水下排水量分别为417吨和493吨。艇只采用两台猛狮六缸四冲程500匹公制馬力（370千瓦特）柴油机用于水面运行，以及两台460匹公制馬力（340千瓦特）的BBC电动发电机用于水下航行；水面最高航速11.6節（21.5每小時），水下7節（13每小時）；能够在水面以7節（13每小時）航速续航9,430海里（17,460），或以4節（7.4每小時）连续在水下航行55海里（102）而无需充电。其潜没需时约为35秒，能够在50米的深度下运作。
作为布雷潜艇，UC-20号改将六具布雷滑射槽安装在艇体前部，每具储存井内的水雷数量增至3枚，即合共18枚UC200型水雷。布雷时只需将存储井底部的盖板打开，水雷便可凭借自身重量滑入水中。随着滑射槽长度增加，艇体艏楼的上层建筑被抬高，上层建筑与司令塔之间的凹陷处布置了一门88毫米30倍径速射炮作为甲板炮。但由于位置相对较低，火炮甲板在恶劣海况下很容易被涌浪淹没。此外，UC-20号还装备有三具500毫米鱼雷发射管，这极大提升了潜艇的攻击能力。其中艇艏两具外置在两侧、艇艉一具则为内置式，并可搭载合共7枚G6型鱼雷。其标准船员编制为3名军官及23名水兵。

## 历史
UC-20号是汉堡布洛姆与福斯船厂承建的首批（UC-16至UC-24号）UC-II型潜艇的五号艇，由国家海军办公室于1915年8月29日订购，建造编号为270。它于1916年4月1日新船下水，至同年9月7日交付使用。翌日，UC-20号在前UC-14号艇长、海军中尉弗朗茨·贝克尔的指挥下正式入役，随即在基尔展开海试。完成海试后，该艇于1916年10月18日载着28吨战争物资和7名军事远征人员从黑尔戈兰岛出发前往地中海，至11月14－15日将他们送抵法属摩洛哥西岸。经过54天的海上航程，UC-20号于12月15日来到奥匈帝国军港卡塔罗并加入驻当地的普拉区舰队（后改称地中海区舰队）。
在近两年的地中海役期中，UC-20号参与了地中海潜艇战，共完成十三次巡逻，其中包括曾十次向的黎波里塔尼亚的港口运送人员和物资，供北非奥斯曼部队总司令伊赫桑·努里帕夏调配；以及分别于1917年4月12日和7月30日对利比亚胡姆斯的无线电台和军事设施实施近距离炮击。在此期间，该艇累计击沉21艘协约国或中立国商船，容积总吨为20927吨。当中体积最大的受害者是注册吨位为7940吨的意大利客轮埃莱娜王后号（Regina Elena）；它于1918年1月4日从马萨瓦驶往的黎波里途中，在的黎波里附近水域遭击沉。
1918年10月，随着奥匈帝国解体并退出战争，地中海区舰队的所有适航潜艇都必须突破封锁遣回德国，以免落入敌手。UC-20号成为最后一批返程的德国U艇之一，它是经直布罗陀海峡航行，绕过爱尔兰岛和赫布里底群岛前往波罗的海入口处，至1918年11月29日才抵达基尔，彼时战争已结束。根据对德停战协定的要求，UC-20号于1919年1月16日被引渡至英国哈维奇正式向协约国投降。1919年3月3日，英国海军部将艇体与发动机分别作价1500和4000英镑售予T·W·沃德公司，艇体至1919－1920年间在普雷斯顿拆解报废。

## 袭击历史摘要
| 日期           | 船名              | 船籍       | 吨位 | 结局 |
| -------------- | ----------------- | ---------- | ---- | ---- |
| 1916年10月19日 | 弗里茨·埃米尔号   | 丹麦       | 194  | 击沉 |
| 1916年11月17日 | 伊米莉亚号        | 葡萄牙     | 1159 | 击沉 |
| 1917年4月10日  | 阿布德·拉齐克号   | 突尼西亞   | 25   | 击沉 |
| 1917年4月11日  | 干地亚号          | 義大利王國 | 1045 | 击沉 |
| 1917年4月14日  | 十月五日号        | 義大利王國 | 39   | 击沉 |
| 1917年4月14日  | 进步号            | 義大利王國 | 31   | 击沉 |
| 1917年4月15日  | 阿莱西奥·科科号   | 義大利王國 | 29   | 击沉 |
| 1917年5月18日  | 米利森特骑士号    | 英国       | 3563 | 击沉 |
| 1917年5月25日  | 阿根廷号          | 義大利王國 | 97   | 击沉 |
| 1917年5月25日  | 伊达号            | 義大利王國 | 46   | 击沉 |
| 1917年5月26日  | 救主联盟号        | 義大利王國 | 57   | 击沉 |
| 1917年5月26日  | 阿布德·艾萨勒姆号 | 法國       | 25   | 击沉 |
| 1917年5月26日  | 丹多罗号          | 法國       | 50   | 击沉 |
| 1917年5月26日  | 马努比亚号        | 法國       | 50   | 击沉 |
| 1917年5月26日  | 马苏达号          | 法國       | 50   | 击沉 |
| 1917年5月26日  | 圣方济各号        | 義大利王國 | 47   | 击沉 |
| 1917年5月27日  | 博尔德维尔号      | 英国       | 3118 | 击沉 |
| 1917年8月26日  | 毛里齐奥·P号      | 義大利王國 | 558  | 击沉 |
| 1918年1月4日   | 埃莱娜王后号      | 義大利王國 | 7940 | 击沉 |
| 1918年4月13日  | 焦韦号            | 義大利王國 | 5037 | 击伤 |
| 1918年4月28日  | 凡尔登号          | 法國       | 2769 | 击沉 |
| 1918年5月4日   | 梅尔杰利纳号      | 義大利王國 | 354  | 击伤 |
| 1918年6月4日   | 凤凰螺号          | 英国       | 6163 | 击伤 |
| 1918年6月12日  | 庞加莱号          | 突尼西亞   | 35   | 击沉 |

## 脚注
1. 1 2 3  Helgason, Guðmundur. . German and Austrian U-boats of World War I - Kaiserliche Marine - Uboat.net.   [2009-02-22].
2. ↑  Tarrant，第173頁.
3. 1 2 3  Gröner 1991，第31-32頁.
4. 1 2  Helgason, Guðmundur. . German and Austrian U-boats of World War I - Kaiserliche Marine - Uboat.net.   [2015-02-10].
5. ↑  Helgason, Guðmundur. . German and Austrian U-boats of World War I - Kaiserliche Marine - Uboat.net.   [2015-02-10].
6. ↑  Helgason, Guðmundur. . German and Austrian U-boats of World War I - Kaiserliche Marine - Uboat.net.   [2015-02-10].
7. ↑  Helgason, Guðmundur. . German and Austrian U-boats of World War I - Kaiserliche Marine - Uboat.net.   [2015-02-10].
8. ↑  Helgason, Guðmundur. . German and Austrian U-boats of World War I - Kaiserliche Marine - Uboat.net.   [2015-02-10].
9. ↑  陈进，第48頁.
10. ↑  陈进，第46頁.
11. 1 2 3  NARS，第98頁.
12. 1 2  Helgason, Guðmundur. . German and Austrian U-boats of World War I - Kaiserliche Marine - Uboat.net.   [2015-02-10].
13. ↑  Helgason, Guðmundur. . German and Austrian U-boats of World War I - Kaiserliche Marine - Uboat.net.   [2022-08-08].
14. ↑  Dodson & Cant，第131頁.